# タナー・ハウク
- タナー・ホウク

タナー・リー・ハウク（Tanner Lee Houck, 1996年6月29日 - ）は、 アメリカ合衆国イリノイ州マディソン郡コリンズビル出身のプロ野球選手（投手）。右投右打。MLBのボストン・レッドソックス所属。
メディアによっては「ホウク」「ホーク」と表記されることもある。

## 経歴
2014年のMLBドラフト12巡目（全体354位）でトロント・ブルージェイズから指名されたが、契約せずにミズーリ大学へ進学した。
大学時代の2016年には第40回日米大学野球選手権大会にアメリカ合衆国代表として参加した。
2017年のMLBドラフト1巡目（全体24位）でボストン・レッドソックスから指名され、プロ入り。契約後、傘下のA-級ローウェル・スピナーズでプロデビュー。10試合に先発登板して0勝3敗、防御率3.63、25奪三振を記録した。
2018年はA+級セイラム・レッドソックスでプレーし、26試合に先発登板して7勝11敗、防御率4.24、111奪三振を記録した。
2019年はAA級ポートランド・シードッグスとAAA級ポータケット・レッドソックスでプレーし、2球団合計で33試合（先発17試合）に登板して8勝6敗1セーブ、防御率4.01、107奪三振を記録した。オフにはアリゾナ・フォールリーグに参加し、ピオリア・ハベリーナズに所属した。さらに11月に開催の第2回WBSCプレミア12アメリカ合衆国代表に選出された。
2020年9月15日にメジャー契約を結んでアクティブ・ロースター入りし、メジャーデビューとなった同日のマイアミ・マーリンズ戦では先発して5回無失点の投球で勝利投手となった。この年メジャーでは3試合に先発登板して3勝0敗、防御率0.53、21奪三振を記録した。
2021年は、18試合(13先発)に登板し、防御率3.52などを記録した。自身初のポストシーズンで、2021年のアメリカンリーグディビジョンシリーズ、2021年のアメリカンリーグチャンピオンシップシリーズなど5試合に登板した。
2022年、COVID-19ワクチン未接種のためカナダへ入国することが許されず、ビジターのトロント・ブルージェイズ戦へは帯同できなかった。この年は32試合(4先発)に登板し、防御率3.15などを記録した。

## 投球スタイル
「ブーメラン」と例えられるほどの曲がり幅が大きなスライダーを持つ。
ブレーブスのクリス・セールと投げ方がそっくりなことから「右のセール」とも呼ばれる。

## 詳細情報

### 年度別投手成績
| 年 度    | 球 団    | 登 板 | 先 発 | 完 投 | 完 封 | 無 四 球 | 勝 利 | 敗 戦 | セ 丨 ブ | ホ 丨 ル ド | 勝 率 | 打 者 | 投 球 回 | 被 安 打 | 被 本 塁 打 | 与 四 球 | 敬 遠 | 与 死 球 | 奪 三 振 | 暴 投 | ボ 丨 ク | 失 点 | 自 責 点 | 防 御 率 | W H I P |
| -------- | -------- | ----- | ----- | ----- | ----- | -------- | ----- | ----- | -------- | ----------- | ----- | ----- | -------- | -------- | ----------- | -------- | ----- | -------- | -------- | ----- | -------- | ----- | -------- | -------- | ------- |
| 2020     | BOS      | 3     | 3     | 0     | 0     | 0        | 3     | 0     | 0        | 0           | 1.000 | 63    | 17.0     | 6        | 1           | 9        | 0     | 1        | 21       | 1     | 0        | 2     | 1        | 0.53     | 0.88    |
| 2021     | BOS      | 18    | 13    | 0     | 0     | 0        | 1     | 5     | 1        | 1           | .167  | 285   | 69.0     | 57       | 4           | 21       | 1     | 6        | 87       | 3     | 0        | 32    | 27       | 3.52     | 1.13    |
| 2022     | BOS      | 32    | 4     | 0     | 0     | 0        | 5     | 4     | 8        | 1           | .556  | 247   | 60.0     | 49       | 3           | 22       | 3     | 6        | 56       | 3     | 0        | 22    | 21       | 3.15     | 1.18    |
| 2023     | BOS      | 21    | 21    | 0     | 0     | 0        | 6     | 10    | 0        | 0           | .375  | 463   | 106.0    | 104      | 14          | 41       | 0     | 6        | 99       | 1     | 0        | 61    | 59       | 5.01     | 1.37    |
| 2024     | BOS      | 30    | 30    | 1     | 1     | 1        | 9     | 10    | 0        | 0           | .474  | 743   | 178.2    | 156      | 11          | 48       | 1     | 16       | 154      | 2     | 0        | 75    | 62       | 3.12     | 1.14    |
| MLB：5年 | MLB：5年 | 104   | 71    | 0     | 0     | 0        | 24    | 29    | 9        | 2           | .453  | 1801  | 430.2    | 372      | 33          | 141      | 5     | 35       | 417      | 10    | 0        | 192   | 170      | 3.55     | 1.19    |

- 2024年度シーズン終了時
- 各年度の太字はリーグ最高

### 年度別守備成績
| 年 度 | 球 団 | 投手（P） | 投手（P） | 投手（P） | 投手（P） | 投手（P） | 投手（P） |
| 年 度 | 球 団 | 試 合     | 刺 殺     | 補 殺     | 失 策     | 併 殺     | 守 備 率  |
| ----- | ----- | --------- | --------- | --------- | --------- | --------- | --------- |
| 2020  | BOS   | 3         | 0         | 2         | 0         | 0         | 1.000     |
| 2021  | BOS   | 18        | 1         | 7         | 0         | 0         | 1.000     |
| 2022  | BOS   | 32        | 5         | 10        | 1         | 0         | .938      |
| 2023  | BOS   | 21        | 12        | 13        | 0         | 1         | 1.000     |
| 2024  | BOS   | 30        | 32        | 19        | 0         | 2         | 1.000     |
| MLB   | MLB   | 104       | 50        | 51        | 1         | 3         | .990      |

- 2024年度シーズン終了時

### 背番号
- 89（2020年 - ）

### 代表歴
- 第40回日米大学野球選手権大会 アメリカ合衆国代表（2016年）
- 2019 WBSCプレミア12 アメリカ合衆国代表